# Monumento a Castelo Branco
Imagem de 2013
O Monumento a Castelo Branco, ou Monumento ao Marechal Castelo Branco, é um monumento localizado no Parque Moinhos de Vento, na cidade de Porto Alegre, dedicado ao presidente brasileiro Humberto Castelo Branco. A obra, de autoria de Carlos Tenius, possui 28 metros de altura, 50 toneladas e é feita de cobre, aço e ferro. Foi encomendada em 1977, à ocasião do décimo segundo ano do falecimento do homenageado, e inaugurada em 1979.
A escultura representa quatro guerreiros munidos de lanças e escudos protegendo seu centro. De acordo com Virgínia Gil, a proporção das pernas em contraste com o todo do corpo simboliza o progresso do governo de Castelo Branco, mas também sua fragilidade. Na parte inferior, há o escrito: “Ao presidente Castello Branco, o povo do Rio Grande do Sul. Abril de 1979”. Nas palavras do escultor em reportagem de O Estado de São Paulo, em 1978, o monumento simboliza “a confraternização do povo e das Forças Armadas”.

## Histórico

### Idealização e financiamento
A comissão idealizadora do projeto era composta pela Federação das Indústrias, a Federação da Agricultura, a Federação das Associações Comerciais do RS, o Sindicato dos Bancos do RS, o General Oscar Luiz da Silva e o desembargador Paulo Barbosa Lessa, sob a coordenação de Fábio Araújo Santos. A Secretaria da Comissão funcionou no sexto andar do Palácio do Comércio, até a inauguração do monumento.
A obra foi financiada por entidades representantes de empresários riograndeses, incluindo membros da Ação Democrática Renovadora (ADR), com relação ideológica e ativista à Ditadura Militar. O sócio fundador desta organização, Fábio Araújo Santos, foi amigo próximo de Castelo Branco, e idealizou a homenagem após a morte do ex-presidente.

### Recusas
Em 1977, três escultores foram convidados para a execução do projeto: Carlos Tenius, Francisco Stockinger e Vasco Prado. Prado e Stokinger recusaram o convite. Segundo Gil, os dois artistas não quiseram ter suas obras vinculadas a homenagem às figuras militares deste período.
O monumento não possuía um local específico para ser instalado. Foram cogitados os parques Marinha do Brasil e Parque Farroupilha em frente ao Colégio Militar. Entretanto optaram pelo parque recentemente inaugurado em 1972, o Parque Moinhos de Vento. A proposta de instalação do monumento no Parque Farroupilha gerou críticas generalizadas da população. A possibilidade de sua construção no Parque Marinha do Brasil foi vetada por Ivan Mizoguchi e Rogério Malinsky, os arquitetos responsáveis pelo projeto do parque.

### Inauguração
A inauguração do monumento ocorreu no dia 25 de abril de 1979. O objetivo da obra seria homenagear o ex-presidente na data do décimo segundo ano após o seu falecimento. Segundo reportagem publicada no Jornal Brasil, Fábio Araújo Santos pretendia inaugurar o monumento no dia 20 de setembro de 1978, em homenagem à Revolução Farroupilha e ao dia “em que nasceu o primeiro Presidente da Revolução de 1964”.

## Recepção
Apesar dos embates ideológicos que envolveram a construção do monumento, as reações negativas da população que ganharam espaço na imprensa, ao final da década de 1970, eram direcionadas à sua estética. As críticas de populares enviadas ao jornal portoalegrense Correio do Povo descrevem a escultura de Tenius como “um terrível objeto férrico”, “um monstrengo de lata enferrujada” e “poluição visual”, questionam qual seria a opinião de Castelo Branco sobre a homenagem e sugerem sua substituição por árvores ou flores. O historiador, advogado e jornalista Sérgio da Costa Franco, em depoimento ao mesmo jornal em abril de 1979, demonstrou desdém em relação ao estilo moderno das obras de Carlos Tenius, tendo anteriormente apelidado o Monumento aos Açorianos, também assinado pelo artista, de “paliteiro”.

## Disputas políticas
O monumento gerou controvérsias quanto a sua origem. Segundo uma versão apontada pelo vereador da Câmara Municipal de Porto Alegre, Pedro Ruas do Partido Socialismo e Liberdade (PSOL), a escultura teria sido criada a partir de uma insatisfação do ex-presidente do regime militar, Emílio Garrastazu Médici, quanto à ausência de homenagens a Castelo Branco em Porto Alegre.
Em 1996, o então vereador Giovani Gregol do Partido dos Trabalhadores encaminhou um Projeto de Lei à Câmara de Vereadores de Porto Alegre buscando ressignificar o monumento a partir da mudança do nome para “Tortura Nunca Mais”. Em uma sessão na Câmara Municipal, políticos de esquerda e direita debateram sobre a história e memória da ditadura militar brasileira. Entretanto, a proposta de Giovani Gregol não teve prosseguimento.

### Intervenções populares
Por ser um monumento em homenagem a uma proeminente figura da Ditadura Militar, ele é frequentemente envolvido em polêmicas. Um exemplo dessas tensões é o caso ocorrido em abril de 2014, quando, na ocasião do cinquentenário do golpe de 64, foi pendurada na escultura uma faixa em repúdio à ditadura, com o escrito "Ditadura Nunca Mais".